# Art & Fashion Festival

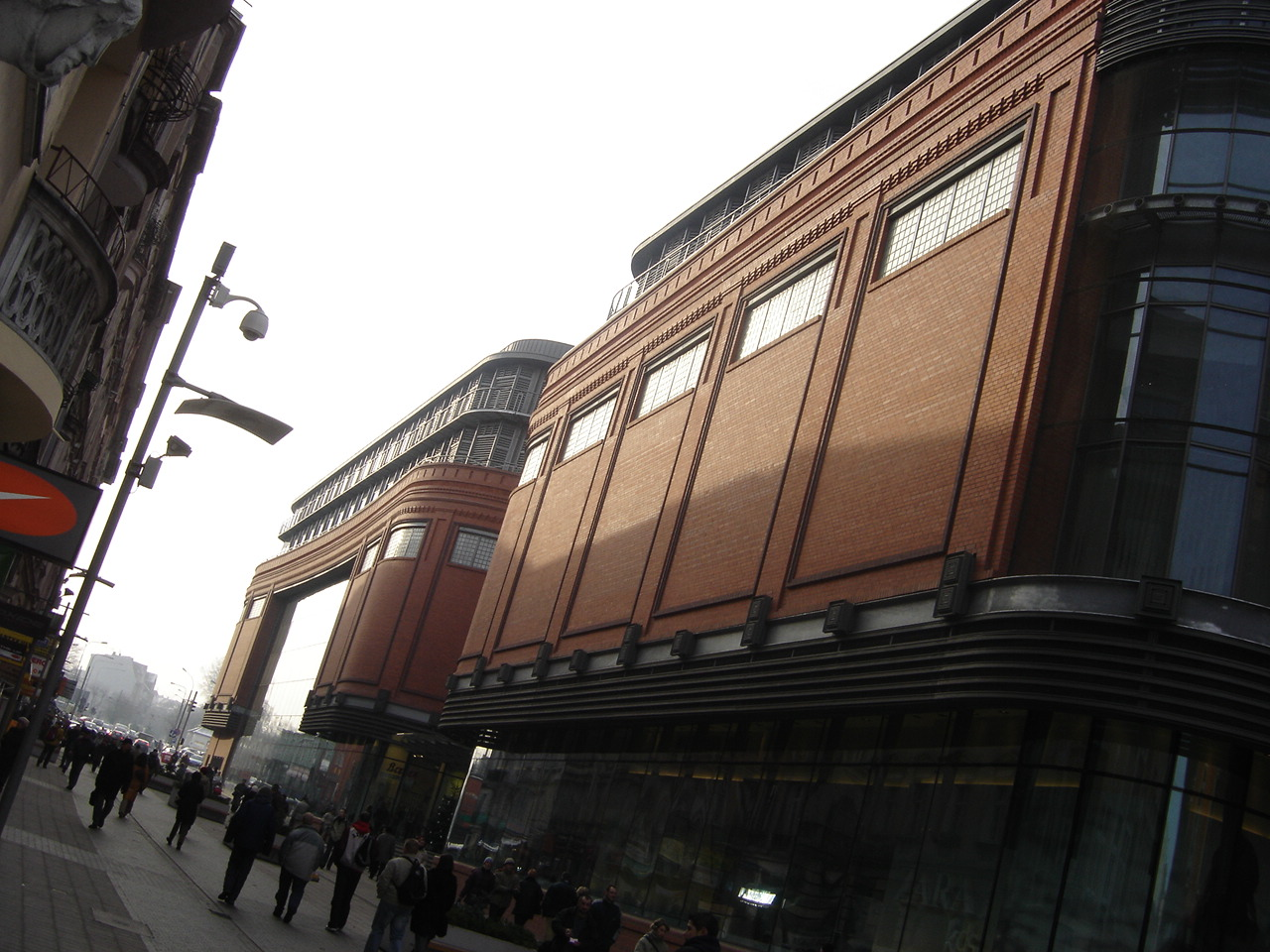
Wejście od strony ul. Półwiejskiej

Art & Fashion Festival (AFF) – coroczny światowy festiwal mody i sztuki organizowany przez Centrum Handlu, Sztuki i Biznesu Stary Browar w Poznaniu. 

## Program

### Art & Fashion Workshops
W ramach Festiwalu odbywają się warsztaty Art & Fashion Workshops
- Warsztaty ilustracji Fashion Drawing
- Warsztaty dziennikarstwa modowego Fashion Writing
- Warsztaty projektowania biżuterii Fashion Jewellery
- Warsztaty fotografii Fashion Photography
- Warsztaty tworzenia filmu mody Fashion Video

### Art & Fashion In Motion
W ramach przeglądu filmowego odbywają się projekcje polskich i zagranicznych filmów związanych z modą, kostiumem. Kuratorem przeglądu jest prof. Marek Hendrykowski.

### Art & Fashion In Motion Now
Jest to kolejny przegląd filmowy w ramach Festiwalu, organizowany od V edycji Art & Fashion Festival. W ramach przeglądu można obejrzeć wybór filmów powstałych przy współpracy z najbardziej wpływowymi projektantami tej dekady.

### Art & Fashion Shows
Na zakończenie Festiwalu odbywa się zamknięta Gala Finałowa. Gala jest połączona z prezentacją wyników pracy uczestników warsztatów, pokazem mody oraz koncertem muzycznym.

### Art & Fashion Open University
Otwarte wykłady przedstawicieli świata mody, odbywające się w zabytkowych przestrzeniach Słodowni.
Wśród dotychczasowych prelegentów można wymienić:
- Barbara Hulanicki, projektantka, założycielka ikonicznej brytyjskiej marki modowej Biba
- Gosia Baczyńska, projektantka
- Tomasz Ossoliński, projektant
- Filip Pągowski, nowojorski artysta grafik
- Maciej Zień, projektant mody
- Joanna Bojańczyk, dziennikarka
- Tomek Sadurski, rysownik i ilustrator mody
- Kuba Dąbrowski, fotograf
- Andrea Baier, projektant i Trend Research Manager Jewellery marki Swarovski
- Monika Jakubiak, projektantka mody
- Grażyna Olbrych
- W P Onak, artysta wideo, fotograf
- Hania Rydlewska
- Elżbieta Szawarska
- Natalia Jaroszewska, projektantka mody
- Anna Orska, projektantka biżuterii
- Magda Kwiatkiewicz[1]
- Krzysztof Stróżyna
- Ania Kuczyńska
- Michał Łojewski, designer, grafik

### Art & Fashion reStyle
Były to otwarte i bezpłatne konsultacje z zakresu mody i urody dla osób pragnących zmiany wizerunku. Od IV edycji AFF zaprzestano organizacji Art & Fashion reStyle.

## Historia
Dotychczas odbyły się cztery edycje festiwalu.
- III edycja (6 października - 17 października 2009 roku)[2]

- IV edycja (12 października - 23 października 2010 roku)[3]
- V edycja (11 października - 22 października 2011 roku)[4]

## Nagrody
- 2008: Nagroda "Doskonałość Mody" magazynu "Twój Styl" w kategorii Najważniejsze Wydarzenie Modowe w Polsce
- 2009: Nagroda "Doskonałość Mody" magazynu "Twój Styl" w kategorii Edukacja Doskonała